# Église Saint-Étienne de Belcastel
L'église Saint-Étienne de Belcastel est un édifice religieux catholique situé à Belcastel dans le département du Tarn, en région Occitanie, en France. Elle est inscrite au titre de monument historique depuis le 27 mai 2004. 

## Histoire
L’église Saint-Étienne serait à l’origine une simple chapelle dépendant du château de Belcastel, détruit pendant la Révolution française. Deux dates sont visible dans la pierre, 1524 et 1584, soit les dates de construction. La première est gravée dans la chapelle de la travée médiane du sud de l'église ; la seconde sur une pierre de la vis du clocher. Au XVIIIe siècle, un plafond et des gypseries sont ajoutés. Au XIXe siècle, c'est le chevet qui est entièrement refait, alors qu'un ensemble de voûtes sur ogives sont ajoutées. Cependant, l'église originelle reste inachevée jusqu'au XIXe siècle

## Description
L’église Saint-Étienne comporte un clocher fortifié massif en grès datant du XVe siècle. Plus ancien que le reste de l'église, il est soutenu par quatre contreforts, et celui de la face nord, sert de tourelle d'escalier circulaire à partir du premier étage. 
Le toit est posé sur le mur sans finition, mais on ne sait s'il est resté en chantier ou s'il a été raccourci. Le rez-de-chaussée et le premier étage sont voûtés, le second étage abrite les cloches, dont une date de 1518. Ce dernier étage comporte une galerie en partie en encorbellement, en partie dans l'épaisseur du mur faisant office de chemin de ronde,.
La nef d'architecture gothique possède trois travées, et le chœur est doté de cinq pans. Trois tableaux y sont accrochés, dont une copie d'une œuvre de Sebastiano del Piombo. La porte de la sacristie est ornée d'un blason et construite en bois clouté de fer forgé.
Le 11 septembre 1999, Bernadette Chirac inaugure un chemin de croix en 14 tableaux réalisé par Casimir Ferrer. 

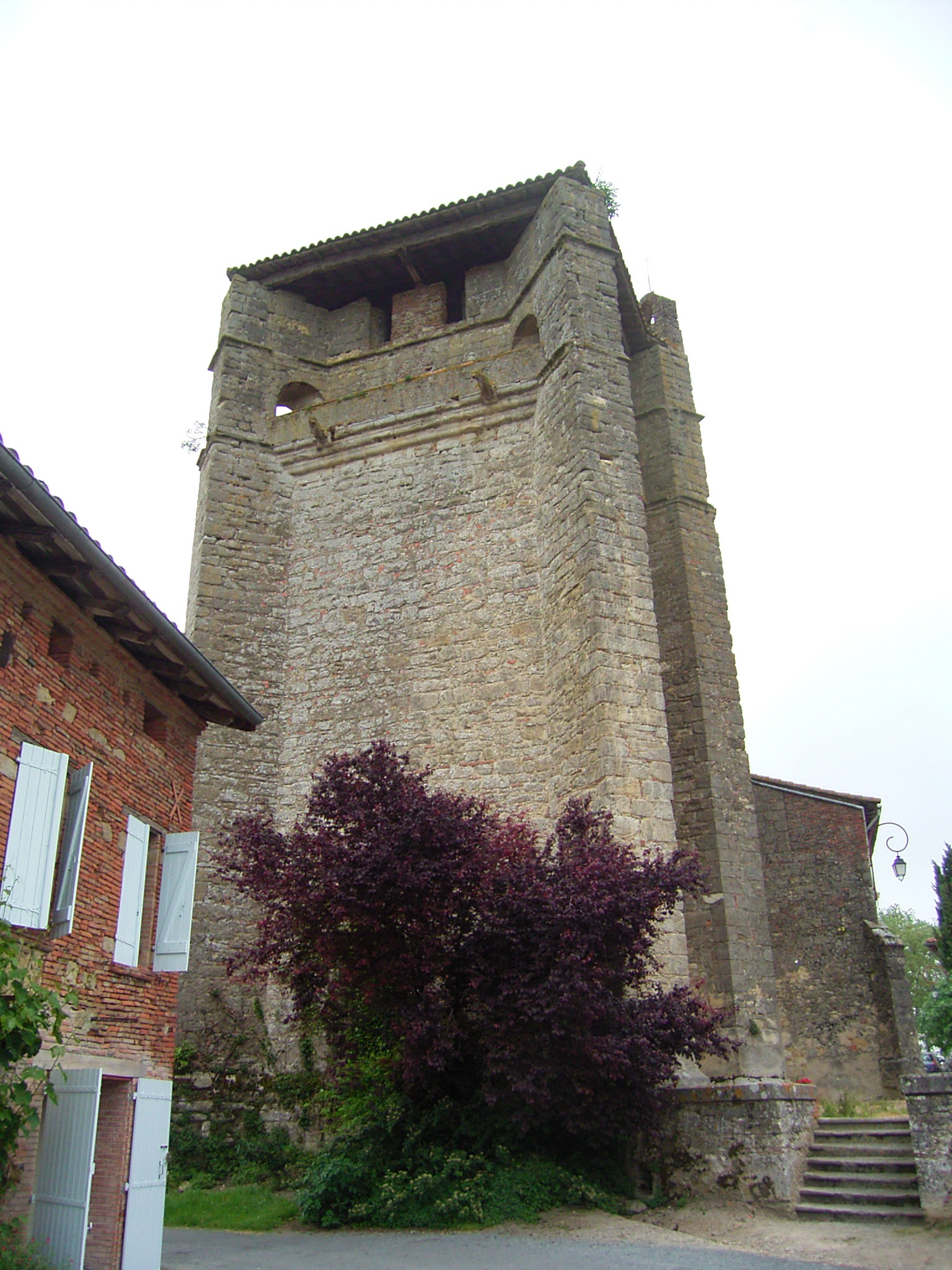
Le clocher fortifié
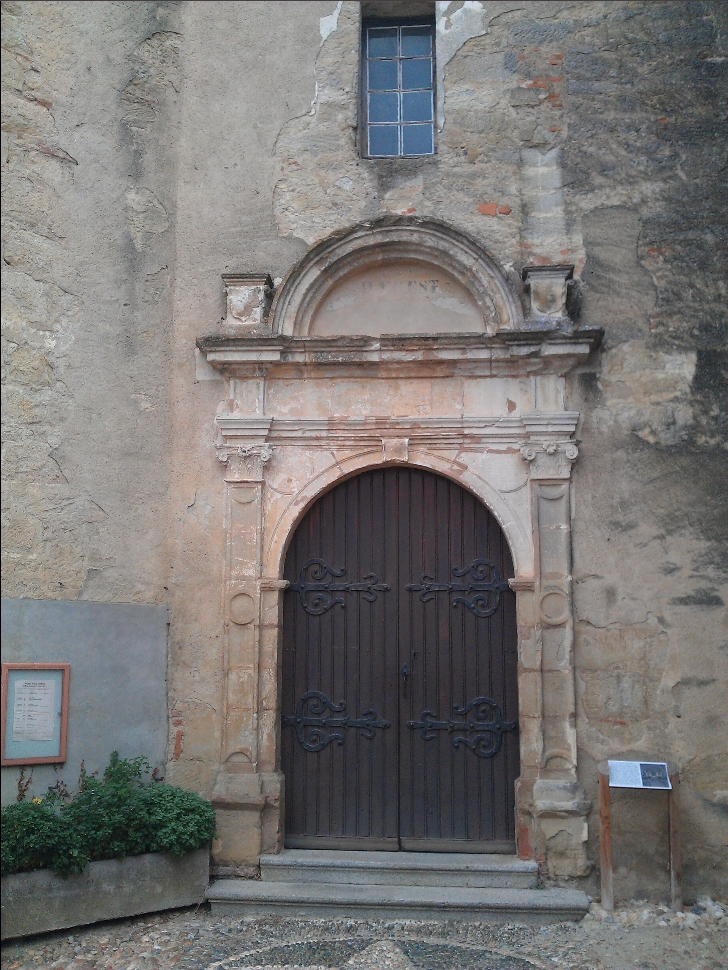
Porte Renaissance
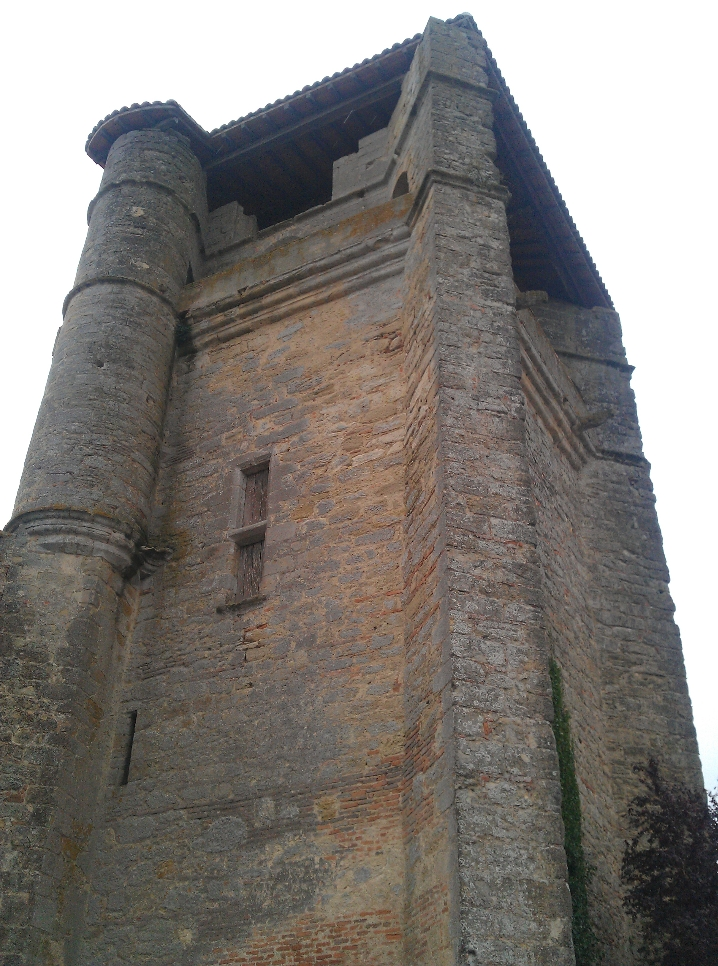
Le contrefort servant de tourelle d'escalier